# Erdőhegy
Erdőhegy Kisjenő településrésze Romániában, Arad megyében.

## Fekvése
Kisjenővel szemben, a Fehér-Körös bal partján fekszik.

## Története
Erdőhegy nevét már 1394-ben említette oklevél Erdewhegh néven, mint az Erdewheghi család birtokát.
Az 1400-as évek közepén az Erdewhegiek birtokaként említették az oklevelek, de Erdewhegi Demetertől és Mihálytól testvérük megölése miatt a birtokot elvették, mely a koronára szállt, majd Mátyás király a birtokot Dengelegi Pongrác János erdélyi vajdának, székely és fenesi ispánnak adta. 1472-ben Dengelegi Pongrácz János erdélyi vajda, székely- és fenesi ispán a korábban az Erdewhegiektől elkobzott birtokot zálog címén rokonainak Csentei Benedeknek és testvérének Forgó Ambrusnak engedte át.
1808-ban Erdőhegy néven említették az oklevelek. 1851-ben István főherceg és nádor volt Erdőhegy birtokosa.
1910-ben Erdőhegynek 2394 lakosa volt, melyből 1875 magyar, 40 német, 473 román volt. Ebből 1423 református, 369 római katolikus, 473 görögkeleti ortodox volt.
A 20. század elején Arad vármegye Kisjenői járásához tartozott.
A török időkben elpusztult, illetve Erdőhegybe olvadt Köbli és Somos nevű falvak a középkorban a Bábolnay és a gróf Cseszneky család birtokai voltak

## Híres szülöttei
- Kerekes Ferenc (Erdőhegy, 1784. június 22. – Balatonfüred, 1850. július 29.) tanár, matematikus, a Magyar Tudományos Akadémia levelező tagja.
- Fáy Szeréna (Erdőhegy, 1865. december 24. – Budapest, 1934. január 27.) színésznő.
- Balogh Ernő (Erdőhegy, 1882. július 24. – Kolozsvár, 1869. július 11.) geológus, egyetemi tanár, Erdély karsztjainak és barlangjainak kutatója.